# 広州足球倶楽部
広州足球倶楽部（漢音読み：こうしゅう-そっきゅうくらぶ、中国語: 广州足球俱乐部）は、かつて中華人民共和国の広東省広州市をホームタウンとしていたプロサッカークラブ。2020年までは『広州恒大』のクラブ名で知られた。

## 概要
1954年創立。ホームタウンは広東省広州市である。現在のホームスタジアムは広東省広州市の天河体育中心体育場（収容人員は58,500人）。
中国サッカー・スーパーリーグ時代は、8回のリーグ最多優勝記録を持つクラブである。主に南米出身選手の個の力と、一流国から招へいした指導者の采配を武器に、2011年から2017年までリーグ7連覇を達成している。獲得タイトルは、AFCチャンピオンズリーグを2回、中国超級リーグを8回、中国甲級リーグを2回、中国FAカップを2回、中国サッカー・スーパーカップを4回制している。
親会社の中国不動産バブルを背景に、豊富な資金力を得て、2011年以降世界の名プレーヤー・監督を引き抜き、中国超級リーグやAFCチャンピオンズリーグ（ACL）を席巻するなど、急速にビッグクラブとしての地位を高めつつあった。しかし2021年に中国の不動産バブル崩壊を受け親会社が経営破綻した影響もあり、2022年シーズンに1部から降格、2023年シーズンからは2部リーグ所属となった。
広州市内で建設を進めていた8万人収容のサッカースタジアムも、2022年に恒大集団が撤退を表明して宙に浮くこととなった。
2025年1月、プロリーグに参加しないこととなり、チーム解散となった。
運営会社には中国の不動産業を中心とした企業集団（巨大コングロマリット）である恒大集団 (Evergrande Group) と、中国の電子商取引大手・アリババグループ（阿里巴巴集団）。

## 歴史

### 1954年 クラブ創設

#### 1954年
1954年6月中南体院競技指導科足球隊白隊（略称：中南白隊）として創立。中南白隊が広州市チームとして全国大会に出場するなどした。

### 1984年-1992年

#### 1984年
広州白雲山製薬がスポンサーとなり白雲山チームとなり、その後クラブとして改組、広州白雲山足球倶楽部となる。

### 1993年（甲A）プロチームヘ

#### 1993年
広州太陽神グループがスポンサーとなり、正式にプロチーム広州太陽神足球倶楽部となる。

### 1999年-2003年（甲B）

#### 2001年
浙江省の吉利グループがスポンサーとなり、乙リーグに降格になっていた広州松日を併合し新チームを設立、広州吉利足球倶楽部と改名。

#### 2002年
香雪製薬がスポンサー契約し、広州足球倶楽部香雪製薬隊と改名。

### 2004年-2007年（甲級）

#### 2004年
ミネラルウォーターメーカーの日之泉と広州中一薬業がスポンサーとなり、広州日之泉中一薬業隊と改名。

#### 2006年
日之泉と香雪製薬が撤退し、広州医薬グループがメインスポンサーとなり、チーム名を「広州医薬足球倶楽部」とする。

#### 2007年
青島中能から李帥を獲得。

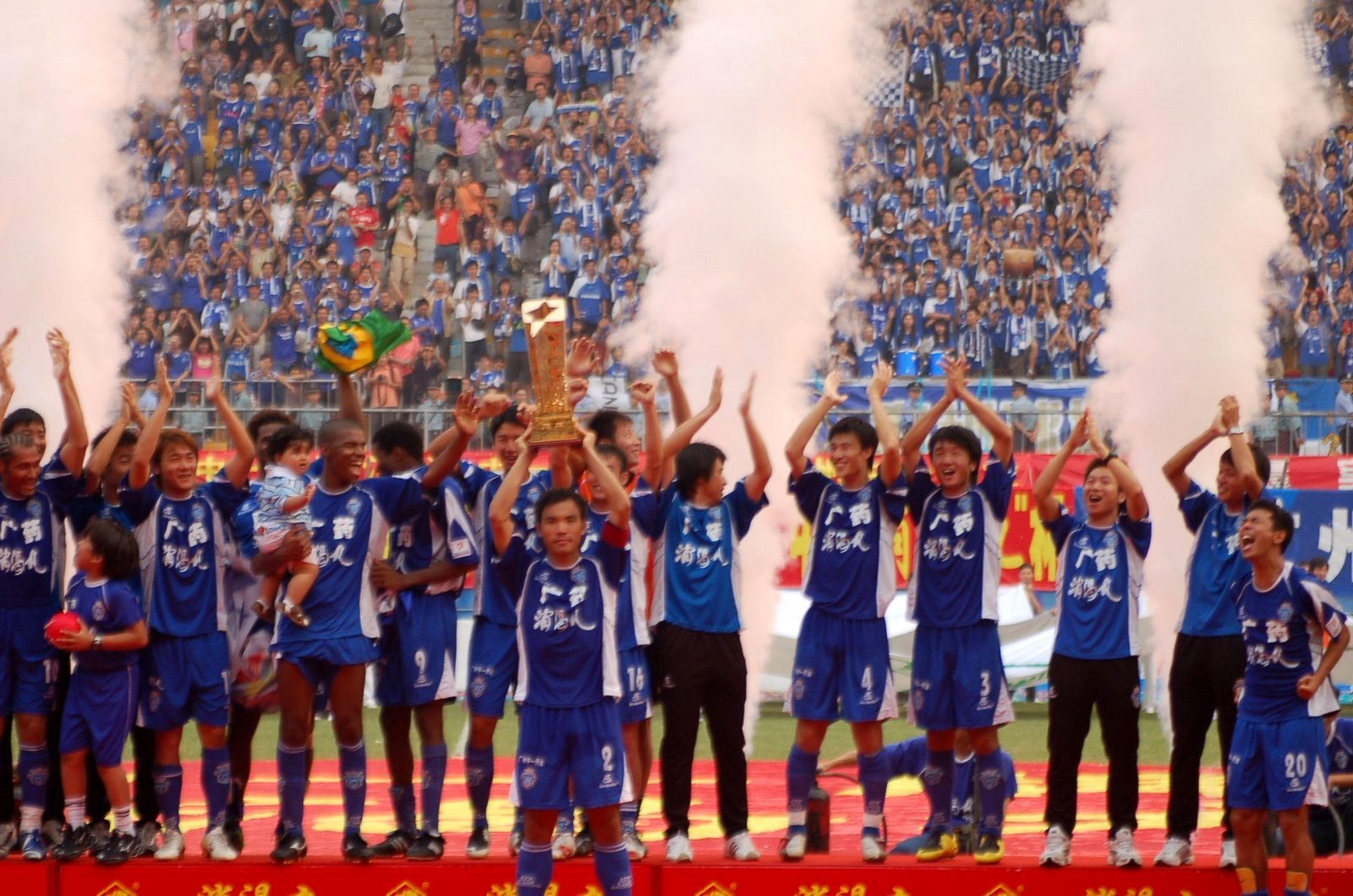
中国サッカー・甲級リーグ2007 優勝

10月に中国甲級リーグ優勝。中国超級リーグへ昇級した。

### 2008年-2009年（超級）初の超級シーズン

#### 2008年
初の超級シーズンは10勝10分10敗の勝ち点40で7位。

#### 2009年
2シーズン目の超級シーズンは9勝10分11敗の勝ち点37で9位。だが2009年末、八百長を行っていたことが判明した。広州医薬のヤン・スーGMが呼和浩特黒馬のGMに金銭を支払い、5-1で勝利を確定させたという。

### 2010年（甲級）八百長問題で降格

#### 2010年
1月1日に広州医薬集団が正式に撤退し、クラブは一時的に広州市サッカー協会の管理下に置かれた。
2月23日に八百長問題により、超級で前年度9位の成績だったが、2010年度シーズンの甲級への降格が決定。
3月1日に恒大房産がスポンサー契約し、2010年シーズンからクラブ名を「広州恒大足球倶楽部」（Guangzhou Evergrande Football Club）（略称：広州恒大 、広州恒大FC）へ改名した。広州恒大地産集団のクラブ買収である。大手不動産企業は、クラブが最も衰退する2010年2月に所有権を持ち、直ちに資金の投入を約束した。
彭偉国(ペン・ウェイグオ)に代わる指揮官として北京国安の李章洙(イ・ジャンス)監督を招聘し、上海申花から郜林を獲得。
6月にセルティックFCから鄭智、アトレチコ・ミネイロからムリキを当時は中国国内最大級の移籍金で獲得。
10月に2010年度シーズンの甲級リーグで優勝し、中国超級リーグに昇格。広州恒大が甲級リーグの対戦相手を圧倒して中国超級リーグに昇格したことは驚きではなかった。

### 2011年-（超級）

#### 2011年
クラブのカラーを青から赤に変更した。
パルチザン・ベオグラードからクレオ、全北から馮瀟霆、上海東亜から張琳芃を獲得。
7月2日、広州恒大地産集団はチームに資金を注ぎ続け、フルミネンセFCからアルゼンチン人のダリオ・コンカを獲得した。コンカと世界有数の高額年俸契約を交わしたことは世界的な話題となった。移籍金は当時中国史上最高額の1000万ユーロ。報道された年俸は1040万ドル（約11億4000万円）であり、世界最高クラスの年俸額の選手となった。
8月にレアル・マドリードと業務提携を結ぶ。
4試合を残して昇格1年目で中国超級リーグ初タイトルを戴冠すると、AFCチャンピオンズリーグ2012の出場権を獲得した。

#### 2012年
全北から黄博文、陝西宝栄から趙旭日、杭州緑城から栄昊を獲得。広州恒大ユースから譚家軍をトップ昇格させた。
2月25日、2011年FA杯王者の天津泰達を2-1で下し、中国FAスーパーカップを優勝。
AFCチャンピオンズリーグ2012でACL初出場するとグループリーグで柏、全北、ブリーラムのグループHを3勝1分2敗で首位通過して決勝トーナメントに進出した。当時大会初戦で前年準優勝の全北を韓国で5-1と打ち負かし、アジアに大きな余波を起こした。

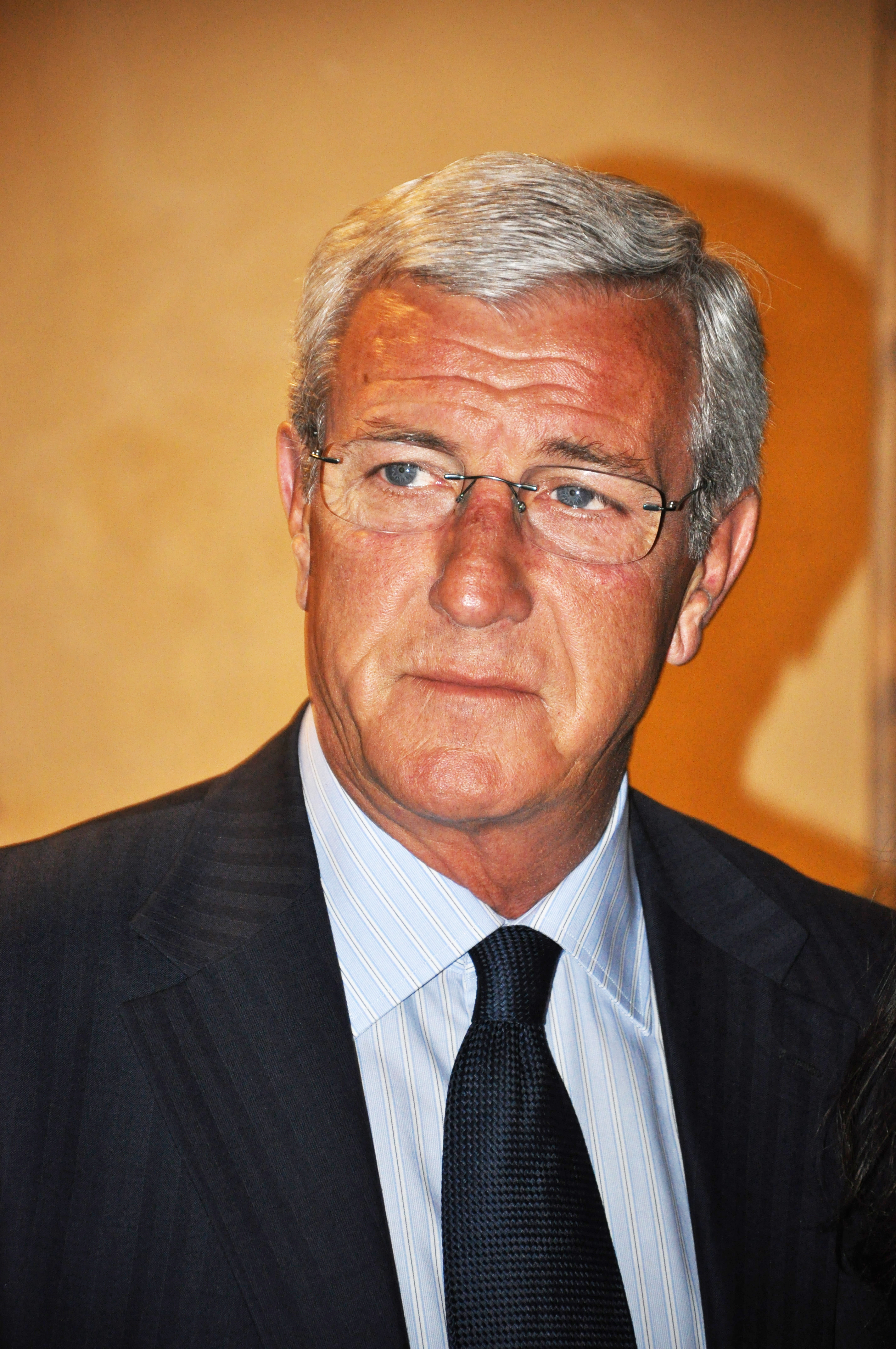
マルチェロ・リッピ

5月にボルシア・ドルトムントからパラグアイ代表FWルーカス・バリオスを獲得した。さらに李章洙監督を解任し、後任に前イタリア代表監督のマルチェロ・リッピを招聘した。
7月に大宮からキム・ヨングォンを獲得。
ACL2012のラウンド16でFC東京と対戦した。ホームで1-0で勝利し準々決勝に進出した。準々決勝でアル・イテハドと対戦した。アウェイの第1戦を4-2で敗れるとホームの第2戦では2-1で勝利したが合計スコア5-4で準々決勝で敗退が決定した。
超級リーグ戦では1試合を残して優勝をしてリーグ連覇を達成した。AFCチャンピオンズリーグ2013の出場権を獲得した。
スペインの名門レアル・マドリーとのパートナーシップ協定は、広州恒大サッカースクールに信用性を与えるものである。広州恒大はユース世代の育成プロジェクトに投資を始めた。レアル・マドリードのスタッフがスクールを運営し、「恒大皇馬サッカースクール」は10月9日に始業式を行った。40面以上のサッカーフィールドや、2500人もの生徒が存在する。施設は米国トップレベルの大学にも似た大きなレンガの建物であり、手入れの行き届いた庭や、サッカーに関するもの全てが揃っている。恒大皇馬サッカースクールは3年以内に、中国男子サッカーリーグU13(13歳以下)や中国女子サッカーリーグU13、AFC(アジアサッカー連盟)U13男子選手権、AFCU13女子選手権で優勝することを目標に掲げている。一方、長期的な目標としては、資質、能力共に高いサッカー界のスターを育て、中国サッカーの台頭に一役買うことを掲げている。
11月には中国FAカップ優勝。
12月にACミランと業務提携を結ぶ。
12月24日、ボタフォゴFRからエウケソンを年俸200万ユーロの4年契約で獲得した。

#### 2013年
1月25日、クレオがJリーグの柏レイソルに期限付き移籍した。
東莞南城から方鏡淇と廖力生と胡威威、河南建業から曾誠を獲得。青島中能から鄭龍を期限付きで獲得。広州恒大ユースから徐広燎をトップ昇格させた。
2年連続の2回目の出場となったAFCチャンピオンズリーグ2013のグループリーグで全北、浦和、ムアントンのグループFを3勝2分1敗で首位通過して決勝トーナメントに進出した。
8月10日、契約の金銭面をめぐって広州恒大と衝突し、退団を表明していたパラグアイ代表FWルーカス・バリオスがスパルタク・モスクワへ移籍することを発表した。

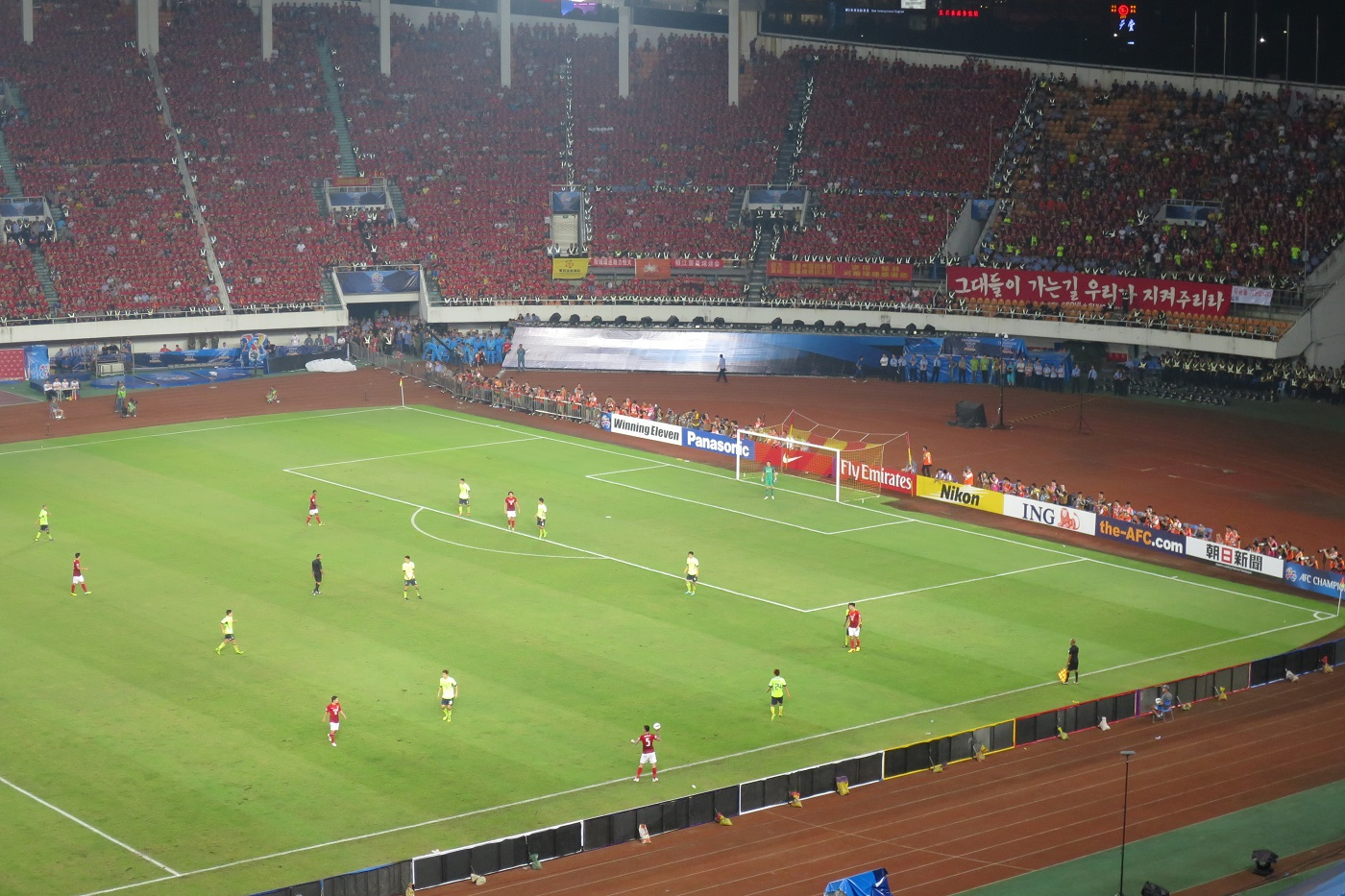
AFCチャンピオンズリーグ2013決勝 第2戦

ACL2013のラウンド16でセントラルコースト・マリナーズFCと対戦した。アウェイの第1戦を1-2で勝利するとホームの第2戦でも3-0で勝利し合計スコア5-1で準々決勝に進出した。準々決勝でレフウィヤSCと対戦した。ホームの第1戦を2-0で勝利するとアウェイの第2戦でも1-4で勝利し合計スコア6-1で準決勝に進出した。準決勝で柏レイソルと対戦した。アウェイの第1戦を1-4で勝利するとホームの第2戦でも4-0で勝利し合計スコア8-1で初の決勝に進出した。決勝でFCソウルと対戦した。アウェイの第1戦を2-2で引き分け、ホームの第2戦でも1-1で引き分けたが合計スコア3-3のアウェイゴールルールで広州恒大はAFCチャンピオンズリーグ初優勝。中国勢としては前身のアジアクラブ選手権を遼寧が制して以来23年ぶりの快挙。ACLに意気揚々と立ち向かい、無類の実力を見せつけた。八百長問題で降格の不名誉からたった3年でアジア最高のクラブになった。
超級リーグ戦では4試合を残して、94年に設立して以降大連実徳以来史上2チーム目のリーグ3連覇を達成。AFCチャンピオンズリーグ2014の出場権を獲得した。
FIFAクラブワールドカップ2014にAFC代表として初出場し、準々決勝でアル・アハリ(エジプト)に2-0で勝利して準決勝に進出した。準決勝でバイエルン・ミュンヘン(ドイツ)に0-3で敗れた。3位決定戦ではアトレチコ・ミネイロ(ブラジル)に2-3で敗れて4位に終わった。
ダリオ・コンカがフルミネンセFCに復帰、クレオが退団。

#### 2014年

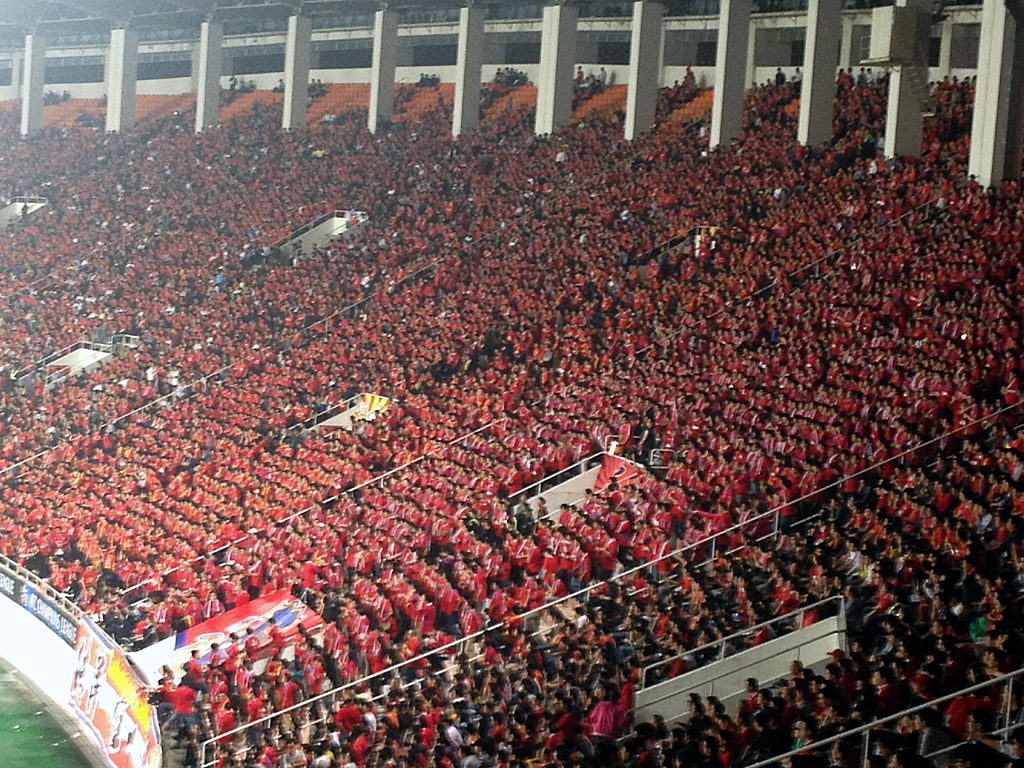
広州恒大のサポーター

ダリオ・コンカがいなくなった穴にマルチェロ・リッピ監督は母国イタリアからボローニャFCのアレッサンドロ・ディアマンティの獲得に成功した。さらにトンベンセFCからレネ・ジュニオール、武漢卓爾から梅方、青島中能から劉健、大連阿爾濱から董学升を獲得した。また鄭龍を青島中能から完全移籍で獲得。広州恒大ユースから劉海東をトップ昇格させた。
3年連続の3回目の出場となったAFCチャンピオンズリーグ2014のグループリーグで全北、メルボルン、横浜FMのグループGを3勝1分2敗で3年連続GL首位通過して決勝トーナメントに進出した。
2014年6月5日に中国の電子商取引大手・アリババグループ（アリババグループ）が中国の不動産業を中心とした企業集団である恒大集団 (Evergrande Group) に12億元（約200〜198億円）を出資し、広州恒大足球俱楽部の株式の50％を取得した（その後に恒大集団 (Evergrande Group)が60％、アリババグループ（アリババグループ）が40％となった）。それによりアリババグループ（アリババグループ）の展開する電子商取引サイト「淘宝網」(Taobao.com) に由来して、2015年シーズンからクラブの名前は広州恒大淘宝足球倶楽部（Guangzhou Evergrande Taobao Football Club）へ変更した。資金力は倍増、選手強化へ270億円調達しているとも言われていた。
ムリキがカタールのアル・サッドに移籍した。ボローニャFCからアルベルト・ジラルディーノ、大連阿爾濱から于漢超と李学鵬を獲得した。
セレッソ大阪の監督を解任されたマルコ・ペッツァイオリがU-17監督兼ユースディレクターに就任した。
ACL2014のラウンド16でセレッソ大阪と対戦した。アウェイの第1戦を1-5で勝利するとホームの第2戦では0-1で敗れたが合計スコア5-2で準々決勝に進出した。準々決勝でウェスタン・シドニー・ワンダラーズFCと対戦した。アウェイの第1戦を1-0で敗れるとホームの第2戦では2-1で勝利したが合計スコア2-2のアウェイゴールルールで準々決勝で敗退が決定した。大会連覇は達成できなかった。
9月に広州恒大のオーナー企業・恒大集団とスペインのレアル・マドリードが運営するサッカースクール「中国人民大学付属中学・恒大皇馬足球学校」（広東省）が2014年9月1日、入学式を行った。全国の6万5856人が受験し、選ばれた900人が入学した。広州恒大集団は国内のスクール設立だけに留まらず、2校目をマドリードに、3校目をオランダに開校した。
超級リーグ戦では中国超級リーグ最終節で中国スーパーリーグ史上初の4連覇を達成。AFCチャンピオンズリーグ2015の出場権を獲得した。
2014年度のIFFHS（国際サッカー歴史統計連盟）の世界クラブランキングで41位、アジアでは1位にノミネートされた。

#### 2015年

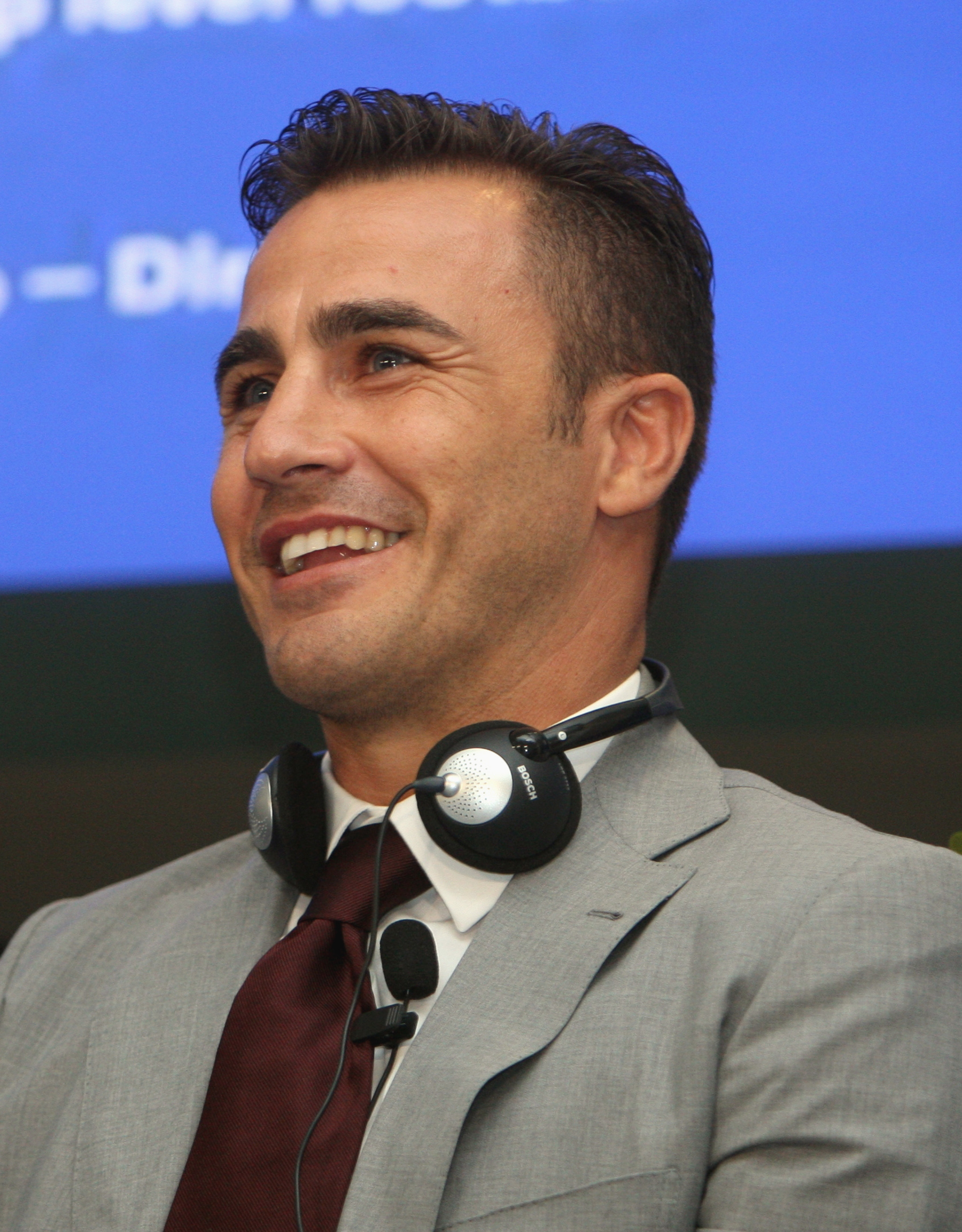
ファビオ・カンナヴァーロ

2015年シーズンからクラブ名を「広州恒大淘宝足球倶楽部」（Guangzhou Evergrande Taobao Football Club）へ改名した。
AFCアジアカップ2015に広州恒大からは中国代表として7人、韓国代表として1人選出された。
元イタリア代表DFファビオ・カンナヴァーロが実質的な新監督に就任。
アレッサンドロ・ディアマンティとアルベルト・ジラルディーノがACFフィオレンティーナ、張宏楠が深圳紅鑽、胡博文が青島海牛、彭欣力が重慶力帆、肖開提・亜力昆が新疆天山雪豹に期限付き移籍。楊超声が遼寧へのレンタル延長。孫祥が上海上港、李建濱が上海申花、胡威威と趙鵬が青島中能へ移籍。馮俊彦は現役引退した。
クルゼイロECからリカルド・グラールを中国リーグ史上最高額の移籍金1500万ユーロで獲得。さらにレッドブル・ザルツブルクからアラン、大連阿爾濱から張佳祺、青島中能から鄒正を獲得。
2月14日、超級王者として挑んだスーパーカップではFA杯王者の山東魯能に0-0のPK戦で敗れた。
2月26日、2年半在籍したマルチェロ・リッピが2月28日をもって退任した。
2月27日、クラブ・ブルッヘから王上源を獲得した。2月28日には馮仁亮が貴州人和へ期限付き移籍した。
4年連続の4回目の出場となったAFCチャンピオンズリーグ2015のグループリーグでウェスタン、鹿島、ソウルのグループHを3勝1分2敗で首位通過して決勝トーナメントに進出した。4年連続での首位通過となった。
ACL2015のラウンド16で城南FCと対戦した。アウェイの第1戦を2-1で敗れたがホームの第2戦で2-0で勝利し合計スコア3-2で準々決勝に進出した。
6月4日、クラブの戦略的発展のため、元イタリア代表ファビオ・カンナヴァーロ監督の退任を発表した。それに伴いルイス・フェリペ・スコラーリ監督の就任を発表した。6月15日に弋騰が杭州緑城へ期限付き移籍した。
6月29日、トッテナム・ホットスパーFCからブラジル代表MFパウリーニョを移籍金1400万ユーロ（約19億円）で獲得した。
7月2日、恒大地産集団（中国の不動産大手）は傘下のサッカーチーム運営会社「広州恒大淘宝足球倶楽部」の株式を店頭公開すると発表した。また同月16日にブラジル代表のFWロビーニョを獲得した。
ACL2015の準々決勝で柏レイソルと対戦した。アウェイの第1戦を1-3で勝利し、ホームの第2戦は1-1で合計スコア4-2で準決勝に進出した。準決勝でガンバ大阪と対戦した。ホームの第1戦を2-1で勝利し、アウェイの第2戦は0-0の引き分けで合計スコア2-1で、2013年以来2度目の決勝に進出した。決勝でアル・アハリ・ドバイと対戦した。アウェイの第1戦を0-0で引き分けたが、ホームの第2戦を1-0で勝利し合計スコア1-0で広州恒大はAFCチャンピオンズリーグ2年ぶり2度目の優勝を果たした。
超級リーグ戦では中国超級リーグ最終節で中国スーパーリーグ史上初の5連覇を達成。AFCチャンピオンズリーグ2016の出場権を獲得した。
2013年以来なる2回目の出場となったFIFAクラブワールドカップ2015にAFC代表として出場し、準々決勝でクルブ・アメリカ(メキシコ)に2-1で勝利して準決勝に進出した。準決勝で欧州王者・FCバルセロナ(スペイン)に0-3で敗れ、3位決定戦では日本王者サンフレッチェ広島に1-2で逆転負けし4位に終わった。

#### 2016年
ルイス・フェリペ・スコラーリ体制2年目のシーズン。チームのエースであったエウケソンがライバルチームの上海上港へ移籍した。補強面ではアトレティコ・マドリードからジャクソン・マルティネスを移籍金4200万ユーロ(約54億9000万円)で獲得。
5年連続の5回目の出場となったAFCチャンピオンズリーグ2016のグループリーグでシドニーFC、浦和、浦項のグループHを2勝2分2敗の3位で終え、5回目の出場で初めてグループリーグ敗退をした。
2015年のAFCチャンピオンズリーグ決勝で当時契約していた東風日産のスポンサーロゴを無断で入れ替え、Evergrandeの系列企業であるEvergrande Lifeを使ったことが裁判に発展し、広州恒大には2477万8645元（およそ4億424万円）の損害賠償支払いが言い渡された。
超級リーグ戦では第28節で中国スーパーリーグ史上初の6連覇を達成。AFCチャンピオンズリーグ2017の出場権を獲得した。
11月27日、中国FAカップ決勝で江蘇蘇寧を下し、2012年以来4年ぶりとなる2度目の中国FAカップ優勝を決めた。

#### 2017年
ルイス・フェリペ・スコラーリ体制3年目のシーズン。補強面では全北現代モータースから元韓国代表DFキム・ヒョンイル、北京人和から元中国代表DF張成林を獲得。
2月14日、中国人選手中心の編成に方針転換することを発表。2020年までに所属選手を中国人だけで固めると発表し、資金力にものをいわせて海外スターを集めた近年の強化方針を180度転換する意向を明らかにした。
6年連続の6回目の出場となったAFCチャンピオンズリーグ2017のグループリーグで水原、川崎、東方のグループGに入った。
11月9日、ルイス・フェリペ・スコラーリの退任、それに伴いファビオ・カンナヴァーロの再監督の就任を発表した。

#### 2018年
第2期ファビオ・カンナバーロ体制の1年目のシーズン。補強においてはセルビア代表のネマニャ・グデリを獲得。ジャクソン・マルティネスを放出。
3月30日の天津権健戦においてアランが相手DFに暴力行為を行ったことで8試合の出場停止処分を受ける。
AFCチャンピオンズリーグ2018のグループリーグでセレッソ大阪、プリ―ラム・ユナイテッド、済州ユナイテッドと同組となり、1位でグループリーグを突破。決勝トーナメントラウンド16において天津権健との同国対決で敗退。
2018年夏にFCバルセロナからパウリーニョ、ベシクタシュからタリスカをそれぞれレンタル移籍で獲得（後に完全移籍）。
超級リーグ戦では2位になり、無冠でシーズンを終える。

#### 2019年
第2期ファビオ・カンナバーロ体制の2年目のシーズン。キム・ヨングォンをガンバ大阪、アランを天津権健、グラウをパルメイラスに放出。
超級リーグ戦では第30節（最終節）に上海申花を3-0で下し、2年ぶり8回目の中国スーパーリーグ優勝を達成。AFCチャンピオンズリーグ2020の出場権を獲得した。

#### 2020年
超級リーグ戦は2月に開幕する予定だったが、新型コロナウイルスの影響で延期となり5カ月遅れの7月に大会方式を変更し開幕した。グループAを11勝1分け2敗の首位で突破、チャンピオンシップ・ステージでは河北華夏と北京国安を倒して決勝に進出。だが、決勝で江蘇蘇寧に2試合合計2-1で敗れて準優勝に終わった。
新型コロナウイルスの影響で延期となっていたAFCチャンピオンズリーグ2020は11月から12月にカタールで集中開催された。9年連続の9回目の出場。グループリーグで神戸、水原、ジョホール・ダルル・タクジム（参加辞退）のグループGを1勝2分1敗の3位で終え、2016年以来2回目のグループリーグ敗退となった。

#### 2021年
クラブ名に会社名を入れないようにするサッカー協会の方針を受けて、2021年シーズンからクラブ名を「広州足球倶楽部」（Guangzhou Football Club）（略称：広州 、広州FC）へ改名した。
一度ブラジルに帰国していたパウリーニョは渡航制限のために中国に入国できなかったことから、6月に広州FCとの契約を解除した。
AFCチャンピオンズリーグ2021のグループリーグはタイで集中開催され、グループリーグでセレッソ大阪、傑志、ポートFCと同じグループに入った。渡航制限の関係からリザーブチーム主体のメンバーを派遣し、6戦全敗でグループリーグ敗退となった。
親会社の恒大集団の財政難により、9月23日にカンナバーロ監督との契約を打ち切った。

#### 2022年
親会社の恒大集団の財政難の影響により、2月16日にアラン、グラウ、エウケソン等ブラジル出身選手全員の契約解除を実施した。
AFCチャンピオンズリーグ2022のグループリーグはマレーシアで集中開催され、グループリーグで川崎フロンターレ、蔚山現代、ジョホールと同じグループに入った。渡航制限の関係から2021年と同様にリザーブチームを派遣し、6戦全敗でグループリーグを最下位で敗退となった。
リーグ戦では外国人選手が全員退団した影響もあり、成績は低迷し、12月27日の第33節で2部（甲級）降格が決定した。

#### 2023年
財政難によりクラブ経営が苦闘していたが、2部に残留することに成功した。

#### 2024年
最終節まで1部昇格の可能性を残していたが、最終的には3位で、1部復帰はならなかった。

#### 2025年
中国サッカー協会は1月6日、2025年のプロリーグに参加できるチームを発表し、広州FCは含まれていなかった。チームは6日、SNSに「重い歴史的な債務を負い、調達資金も不足している」と投稿した。チーム解散は明言しなかったが、中国メディアは同FCが解散することになったと報じた。

## タイトル

### 国内タイトル
- 中国超級リーグ：8回
  - 2011, 2012, 2013, 2014, 2015, 2016, 2017, 2019
- 中国甲級リーグ：2回
  - 2007, 2010
- 中国FAカップ：2回
  - 2012, 2016
- 中国FAスーパーカップ：4回
  - 2012, 2016, 2017, 2018

### 国際タイトル
- AFCチャンピオンズリーグ：2回 
  - 2013, 2015

### 表彰
アジアサッカー連盟（AFC）
- AFC年間最優秀選手賞
  - 2013 -  鄭智
- AFC年間最優秀外国人選手賞
  - 2013 -  ムリキ
  - 2015 -  リカルド・グラール
- AFCチャンピオンズリーグ
  - 最優秀選手賞
    - 2013 -  ムリキ
    - 2015 -  リカルド・グラール

  - 得点王
    - 2013 -  ムリキ
    - 2015 -  リカルド・グラール

  - ベストイレブン
    - 2012 -  孫祥,  鄭智,  ダリオ・コンカ,  郜林
    - 2013 -  張琳芃,  孫祥,  鄭智,  ダリオ・コンカ,  ムリキ,  エウケソン
    - 2014 -  エウケソン
    - 2015 -  張琳芃,  キム・ヨングォン,  黄博文,  鄭智,  エウケソン,  リカルド・グラール

  - フェアプレー賞
    - 2015

大韓サッカー協会
- 最優秀選手賞
  - 2015 -  キム・ヨングォン

中国サッカー協会
- 最優秀選手賞
  - 2011 -  ムリキ
  - 2013 -  ダリオ・コンカ
  - 2014 -  エウケソン
  - 2015 -  リカルド・グラール
  - 2016 -  リカルド・グラール
  - 2019 -  パウリーニョ
- 最優秀GK賞
  - 2013 -  曾誠
  - 2015 -  曾誠
  - 2016 -  曾誠
- 最優秀監督賞
  - 2013 -  マルチェロ・リッピ
  - 2015 -  ルイス・フェリペ・スコラーリ
  - 2016 -  ルイス・フェリペ・スコラーリ

超級リーグ
- 得点王
  - 2009 -  ルイス・ラミレス
  - 2011 -  ムリキ
  - 2013 -  エウケソン
  - 2014 -  エウケソン
  - 2016 -  リカルド・グラール
- ベストイレブン
  - 2012 -  孫祥,  鄭智,  ダリオ・コンカ,  郜林
  - 2013 -  曾誠,  張琳芃,  キム・ヨングォン,  鄭智,  ダリオ・コンカ,  エウケソン,  ムリキ
  - 2014 -  張琳芃,  キム・ヨングォン,  鄭智,  エウケソン
  - 2015 -  曾誠,  張琳芃,  キム・ヨングォン,  馮瀟霆,  鄭智,  黄博文,  リカルド・グラール
  - 2016 -  曾誠,  張琳芃,  キム・ヨングォン,  馮瀟霆,  パウリーニョ,  リカルド・グラール,  郜林
  - 2017 -  馮瀟霆,  リカルド・グラール,  郜林
  - 2018 -  馮瀟霆,  張琳芃,  李学鵬,  パウリーニョ
  - 2019 -  パウリーニョ,  楊立瑜
- フェアプレー賞
  - 2013

甲級リーグ
- 得点王
  - 2005 -  ニコラス・リンデューク
  - 2007 -  ルイス・ラミレス（英語版）
  - 2010 -  郜林

甲Aリーグ
- 得点王
  - 1994 -  胡志軍

中国FAカップ
- 最優秀選手賞
  - 2012 -  クレオ,  ルーカス・バリオス
  - 2013 -  ダリオ・コンカ
- 得点王
  - 1997 -  リフィ・ハッダウィ
  - 2011 -  ムリキ
- 最優秀監督賞
  - 2012 -  マルチェロ・リッピ
  - 2016 -  ルイス・フェリペ・スコラーリ

## 現所属メンバー
2019シーズン 基本フォーメーション
2022年5月4日現在
注：選手の国籍表記はFIFAの定めた代表資格ルールに基づく。
| No. | Pos. |                | 選手名               |
| --- | ---- | -------------- | -------------------- |
| 1   | GK   | 中華人民共和国 | 劉世博               |
| 2   | DF   | 中華人民共和国 | 蒋光太               |
| 3   | DF   | 中華人民共和国 | 趙文哲               |
| 4   | DF   | 中華人民共和国 | 陳泉江               |
| 5   | DF   | 中華人民共和国 | 呉少聰               |
| 6   | DF   | 中華人民共和国 | 李楊                 |
| 7   | FW   | 中華人民共和国 | 韋世豪               |
| 12  | MF   | 中華人民共和国 | 李星賢               |
| 13  | DF   | 中華人民共和国 | 万隸楷               |
| 14  | MF   | 中華人民共和国 | 張子立               |
| 15  | MF   | 中華人民共和国 | 厳鼎皓               |
| 16  | FW   | 中華人民共和国 | 曽耀樟               |
| 17  | FW   | 中華人民共和国 | 楊立瑜               |
| 18  | FW   | 中華人民共和国 | 范恒博               |
| 19  | GK   | 中華人民共和国 | 張健智               |
| 20  | DF   | 中華人民共和国 | 王世龍               |
| 21  | MF   | 中華人民共和国 | 鄭聖雄               |
| 22  | FW   | 中華人民共和国 | アフルデン・アスケル |

| No. | Pos. |                | 選手名 |
| --- | ---- | -------------- | ------ |
| 23  | FW   | 中華人民共和国 | 李佳珩 |
| 24  | MF   | 中華人民共和国 | 何鑫杰 |
| 25  | MF   | 中華人民共和国 | 阮賽   |
| 26  | FW   | 中華人民共和国 | 陳龍   |
| 27  | DF   | 中華人民共和国 | 韋所為 |
| 28  | FW   | 中華人民共和国 | 凌杰   |
| 29  | MF   | 中華人民共和国 | 张文烜 |
| 30  | MF   | 中華人民共和国 | 楊徳江 |
| 31  | MF   | 中華人民共和国 | 王世杰 |
| 32  | GK   | 中華人民共和国 | 霍深坪 |
| 33  | MF   | 中華人民共和国 | 蔡明民 |
| 34  | MF   | 中華人民共和国 | 侯煜   |
| 35  | DF   | 中華人民共和国 | 王文軒 |
| 36  | DF   | 中華人民共和国 | 魏洛赫 |
| 37  | GK   | 中華人民共和国 | 阿斯汗 |
| 38  | DF   | 中華人民共和国 | 陳日金 |
| 39  | MF   | 中華人民共和国 | 黄光亮 |

### リザーブチーム
2021年6月25日現在
注：選手の国籍表記はFIFAの定めた代表資格ルールに基づく。
| No. | Pos. |                | 選手名 |
| --- | ---- | -------------- | ------ |
| 62  | FW   | 中華人民共和国 | 寧浩旭 |
| 64  | MF   | 中華人民共和国 | 周品希 |
| 65  | MF   | 中華人民共和国 | 阮賽   |
| 66  | MF   | 中華人民共和国 | 李嘉灝 |
| 67  | DF   | 中華人民共和国 | 陳鯤   |
| 68  | MF   | 中華人民共和国 | 廖錦涛 |
| 70  | DF   | 中華人民共和国 | 陳泉江 |
| 71  | GK   | 中華人民共和国 | 張健智 |
| 72  | MF   | 中華人民共和国 | 黄光亮 |
| 73  | FW   | 中華人民共和国 | 范恒博 |

| No. | Pos. |                | 選手名 |
| --- | ---- | -------------- | ------ |
| 75  | GK   | 中華人民共和国 | 張吉浩 |
| 76  | DF   | 中華人民共和国 | 王天擎 |
| 78  | MF   | 中華人民共和国 | 張子立 |
| 81  | DF   | 中華人民共和国 | 饒晨   |
| 82  | FW   | 中華人民共和国 | 黄開洲 |
| 84  | DF   | 中華人民共和国 | 趙文哲 |
| 87  | DF   | 中華人民共和国 | 陳日金 |
| 88  | MF   | 中華人民共和国 | 呂世豪 |
| 89  | DF   | 中華人民共和国 | 王文軒 |

## クラブ名の変遷
- 1984年 - 1992年 広州白雲山（广州白云山）
- 1993年 - 2000年 広州太陽神（广州太阳神）
- 2001年 広州吉利（广州吉利）
- 2002年 - 2003年 広州香雪製薬（广州香雪制药）
- 2004年 - 2005年 広州日之泉（广州日之泉）
- 2006年 - 2009年 広州広薬（广州广药）
- 2010年 - 2014年 広州恒大（广州恒大）
- 2015年 - 2020年 広州恒大淘宝（广州恒大淘宝）
- 2021年 - 2025年 広州（广州）

## ダービーマッチ
同じ広州に本拠地を置く広州城足球倶楽部との対戦は広州ダービーとなる。

## 恒大足球学校
恒大グループが資金を集めて創設された恒大足球学校。約1年という建設期間で施設を完成させ、受け入れ態勢を整えて2012年に開校。広州恒大のオーナー企業でもある恒大グループが運営する『サッカースクール』恒大足球学校。名誉会長には元広州恒大監督のマルチェロ・リッピが就任。またスペインの強豪であるレアル・マドリードと提携している。コーチングスタッフにはレアル・マドリードとのコネクションを生かして、指導力に秀でたスペイン人をそろえている。
広州白雲国際空港から車で約2時間、人里離れた地域に著大な施設を構える。総工費250億円以上を投じたと言われている。環境の良さにはサッカー面にとどまらず、施設内には小学校から高校までの合宿があり、選手たちを収容する学生寮も併設。それに加え50面のグラウンドを併設する世界最大規模の育成施設である。小・中学校・高校を合わせ生徒数は約2800人以上に上り、ケタ違いの規模を誇っている。近年は国内で上昇を続けるサッカー人気の影響もあり、入学希望者が年々増加傾向にある。倍率は100倍とも200倍とも言われており、入学するだけでも難しい状況である。

## マスコット
広州の公式マスコットは「C虎」（Canton Tiger、カントンタイガー、「広東虎」の意味）である。「粤粤」という女性マスコットも存在している。

## スタジアム

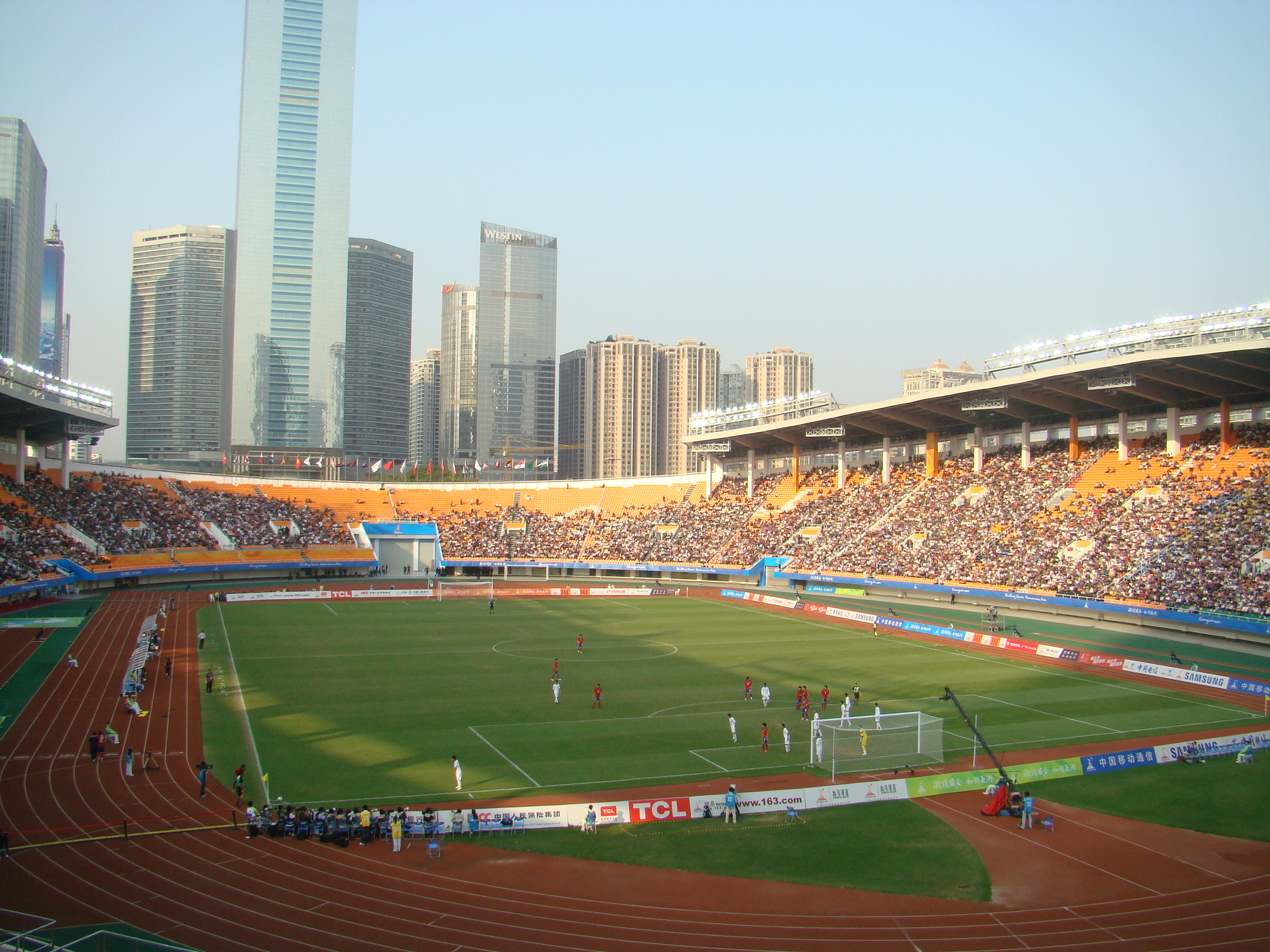
天河体育中心体育場

- ホームスタジアムは中華人民共和国の広東省広州市にある多目的スタジアムの天河体育中心体育場である。1987年に開場。収容人数は58,500人、天河体育中心は敷地面積51万平方メートル。メインスタジアムの他、補助陸上競技場、野球場、体育館とテニスコート、国際水連認定の国際プールを併設しており、バスケットボール、卓球、テニス、バドミントンなどの国際試合を開催することが可能である[14]。現在は主にサッカーの試合に使用されている。
- なお広州恒大は1999年、2005年、2011年から現在使用している。

### 過去に使用されていたスタジアム
- 越秀山体育場を1993年から1997年、2001年から2010年まで使用していた。現在はライバルチームの同じ広州市をホームタウンとする広州富力のホームスタジアムである。
- 多目的スタジアムの英東体育場を1998年に使用していた。
- 広東省人民体育場を1998年、2000年に使用していた。現在は同じ広州市をホームタウンとする広東日之泉のホームスタジアムである。
- 広州大学城体育中心を2009年、2010年に使用していた。

### 新スタジアム計画
- 広州市都市計画委員会が全会一致で新スタジアム建設計画を承認し、2022年までの完成を予定して2020年4月に着工されていた。
- 建築面積は約30万平方メートル、収容観客数は10万人、総工費120億元（約1827億円）の新スタジアムは、完成すればスタジアムの収容人数で世界最大のサッカー専用スタジアムとなる予定。※サッカースタジアムの規模では北朝鮮の綾羅島メーデースタジアム（11万4000人）に次いで世界2位になるが、綾羅島メーデースタジアムは多目的競技場のためサッカー専用スタジアムとしてはスペインバルセロナのカンプ・ノウの９万9000人を抜いて世界1位となる。ただしカンプ・ノウが改修中（今後10万5000人に拡張予定）で、先に完成されるとそちらが世界最大のサッカー専用スタジアムとなる。
- 2021年6月頃から、恒大グループの経営悪化により工事が中断されていた[15]。2022年には恒大グループが建設から手を引き[16]、政府系の投資会社が建設計画を引き継ぐこととなった[17]。

## 提携クラブ
- レアル・マドリード
- ACミラン[18]
- バイエルン・ミュンヘン